# World Games 2025/Teilnehmer (Namibia)
| Gelbes Symbol für Goldmedaillen mit stilisierten Olympischen Ringen | Graues Symbol für Silbermedaillen mit stilisierten Olympischen Ringen | Braundes Symbol für Bronzemedaillen mit stilisierten Olympischen Ringen |
| ------------------------------------------------------------------- | --------------------------------------------------------------------- | ----------------------------------------------------------------------- |
| —                                                                   | —                                                                     | 1                                                                       |

Namibia nahm an den World Games 2025 mit 15 Athleten in zwei Sportarten teil. Erstmals gewann Namibia eine Medaille.

## Medaillen

### Medaillenspiegel
| Rang   | Sportart     | Gold | Silber | Bronze | Gesamt |
| ------ | ------------ | ---- | ------ | ------ | ------ |
| 1      | Inlinehockey | —    | —      | 1      | 1      |
| Gesamt | Gesamt       | 0    | 0      | 1      | 1      |

### Medaillengewinner
| Name/n | Sportart     | Wettkampf |
| --- | ------------ | --------- |
| Bronze |              |           |
| Theodor Bortslap Christiaan Coetzee Williem Coetzee Valerik Hilbert Sean Licheti Anko Lucks Amandus Röttcher Abe van der Merwe Arian van der Plas Wim van der Plas Keanan Simpson Alex Wirtz Josef Zeferinu Josua Zeferino | Inlinehockey | Männer    |

## Teilnehmer nach Sportarten

### Bogenschießen
| Athleten           | Wettbewerb           | Qualifikation | Qualifikation | 1. Runde    | 1. Runde | Achtelfinale  | Achtelfinale  | Viertelfinale | Viertelfinale | Halbfinale    | Halbfinale    | Finale        | Finale        | Rang |
| Athleten           | Wettbewerb           | Punkte        | Rang          | Gegner      | Erg.     | Gegner        | Erg.          | Gegner        | Erg.          | Gegner        | Erg.          | Gegner        | Erg.          | Rang |
| ------------------ | -------------------- | ------------- | ------------- | ----------- | -------- | ------------- | ------------- | ------------- | ------------- | ------------- | ------------- | ------------- | ------------- | ---- |
| Frauen             |                      |               |               |             |          |               |               |               |               |               |               |               |               |      |
| Elisabeth Taljaard | Compoundbogen Einzel | 668           | 24            | Ella Gibson | 138:145  | ausgeschieden | ausgeschieden | ausgeschieden | ausgeschieden | ausgeschieden | ausgeschieden | ausgeschieden | ausgeschieden | 17   |

### Inlinehockey
| Wettbewerb      | Männer |
| --------------- | --- |
| Athleten        | Theodor Bortslap Christiaan Coetzee Williem Coetzee Valerik Hilbert Sean Licheti Anko Lucks Amandus Röttcher Abe van der Merwe Arian van der Plas Wim van der Plas Keanan Simpson Alex Wirtz Josef Zeferinu Josua Zeferino |
| Vorrunde        | Chinesisch Taipeh 4:3 China 5:3 Vereinigte Staaten 0:7 |
| Halbfinale      | Tschechien 1:3 |
| Spiel um Bronze | Frankreich 3:2 |
| Rang            | Bronze |